# Pakumbulan
Pakumbulan is een bestuurslaag in het regentschap Pekalongan van de provincie Midden-Java, Indonesië. Pakumbulan telt 3691 inwoners (volkstelling 2010).